# 梅漬峠
梅漬峠（うめつけとうげ、うめづけとうげ）は、北海道檜山郡厚沢部町と北斗市を結ぶ北海道道29号上磯厚沢部線の峠である。標高328m。
峠付近は未舗装道路となっており、冬季通行止区間が設定されているが、落石などの災害の可能性や狭隘道路となっており、2005年から長期に渡って通行止が継続されている。